# 夏ノ雨
『夏ノ雨』（なつのあめ）は、2009年9月25日にCUBEより発売された18禁恋愛アドベンチャーゲームである。

## 概要
主人公と腹違いの姉との突然の出会いをきっかけに始まる、“姉と弟”“教師と教え子”などのタブーを越えた恋愛や家族関係の変化などを描く物語である。
CUFFSの姉妹ブランド・CUBEのブランドデビュー作。作品の開発は、『アメサラサ 〜雨と、不思議な君に、恋をする〜』の原画家・兼清みわとカントクのコンビで新作を立ち上げる企画から始まった。タイトルの「夏ノ雨」は、作中の季節が夏であることや、「雨降って地固まる」の言葉のように「恋愛模様や人間関係で雨が降り続いてもいつかは晴れていい関係になる」という物語全体を表し、原画家が『アメサラサ』のコンビであることにもかけている。
企画とシナリオの大半は紺野アスタが担当した。ブランド側からは細かい指定は無く、紺野が自身で挑戦したい要素を出していき、スタッフと打ち合わせながらシナリオをまとめた。なお、紺野アスタと皆本あいるは本作品がデビュー作となった。
「萌えゲーアワード2010」にて、純愛系作品賞部門の金賞を受賞した。

## ストーリー
（出典：）
三橋（みはし）学園生の桜井宗介は、家庭環境や学園生活にいくつか問題を抱えながらも、親友の翠・一志らと平穏な日々を送っていた。しかし夏を控えた梅雨のある日、桜井家に「母親違いの姉」だという理香子が突然やってきて同居することになる。「私のことはいないものと思ってくれていい」「あなたのことが嫌いなの」となぜか宗介に素っ気なく刺々しい理香子。かくして“同じ歳の姉”と宗介の波乱の同居生活が始まる。

## 登場人物
（出典：）

### 主人公
桜井 宗介（さくらい そうすけ）
本作品の主人公。三橋（みはし）学園2年。両親が幼い頃に離婚し、妹の朋実が全寮制の学園にいるため、現在は母親の夏子と2人暮らし。感情表現が苦手で口が悪いため友達は少なく、翠以外の女子とはほとんど会話しないので恐れられている。いわゆるサッカーバカで、授業をサボってサッカーすることもあり、全教科赤点を取るほど成績は良くない。1年の頃は学園のサッカー部に所属していたが、村井への先輩のいじめに耐えかね暴力を振るったため退部させられた。その後一志・翠と共に「放課後サッカー同好会」として河原で練習し、現3年生の引退後にサッカー部へ復帰しようとしている。
突然“母親違いの同い年の姉”である理香子と同居することになり、刺々しい彼女の態度に日々悩んでいる。

### ヒロイン
瀬川 理香子（せがわ りかこ）
声 - さくらはづき
学園2年。宗介の父親と浮気相手との間の子で、腹違いの姉。母親は既に亡く、男手一つで育ててきた父親とも死別して天涯孤独。父親の遺言と夏子の厚意により、桜井家に引き取られて居候することになった。三橋学園へ転入して宗介たちと同級生となる。頭がよく真面目でクールだが、物言いはぶっきらぼうで刺々しい。意地っ張りで負けず嫌いで、料理が全くできないことが宗介や夏子にバレた後、内緒でクッキング部に入って料理を習っている。
宮沢 翠（みやざわ みどり）
声 - 二葉みんと
学園2年で宗介と同級。明るく裏表のない性格で友人も多く、宗介たちとも男友達のようにさっぱりと付き合っている。運動神経が良く、時々運動部の助っ人もしているが入部する気はない。元はサッカー部のマネージャーだったが、いじめ事件で宗介と一志が退部した時に一緒に退部し、「放課後サッカー同好会」に参加（会の名前は彼女の命名）。ドーナツ屋でアルバイトもしている。
伊東 ひなこ（いとう ひなこ）
声 - 佐本二厘
学園3年。宗介が母親の実家にいた頃からの幼馴染みで、姉のような存在。宗介のことは「ソウくん」と呼んでいる。とてもおっとりとしたお人好しで、よく桜井家へ食事を作りに来ている。運動音痴だが泳ぎだけは得意で、水泳部の副部長を務める。単身赴任の父親と2人暮らしで、学園へは電車で通学する。実家に残る母親・頼子は、夏子と幼馴染みの親友。
篠岡 美沙（しのおか みさ）
声 - 澤田なつ
学園の新任国語教師。人柄のいい美人で、生徒たちから「美沙ちゃん」と呼ばれて人気がある。何かとドジで慌て者で中身は子どもっぽく、恋愛事には初心。料理は得意では無いがクッキング部の顧問をしており、幽霊部員が多く廃部寸前だった所で入部した理香子が頑張っているため、自分も一生懸命勉強している。

### サブキャラクター
桜井 夏子（さくらい なつこ）
宗介と朋実の母親。ズボラでいい加減な性格で、「この家では私がルール」と子ども達に対しては偉ぶって横暴。家事も全くせず子どもにやらせている。職業は小説家で、「奈月あきら」のペンネームで恋愛小説やエッセイを書いている。夫（宗介と朋実の父）とは離婚したが、その夫が亡くなったため遺された理香子を預かることになった。「あんたにとっては半分姉弟でもあたしにとっちゃ赤の他人」と、理香子の世話も宗介に押しつけている。
桜井 朋実（さくらい ともみ）
声 - 朝日奈舞
宗介の実妹。厄介払いしたい夏子の意向で全寮制の学園に通い、週末などに時折家に帰ってくる。極度の引っ込み思案で人見知り。気が弱く見えるが意外に我が強く、両親の離婚の原因でもある理香子には敵意を向けている。
武田 一志（たけだ かずし）
声 - いちごみるく
宗介と翠の親友。見た目は硬派で無愛想だが、律儀で真面目な性格で、密かに女子にモテている。元サッカー部員で、いじめ事件で宗介が退部させられたことに納得がいかず一緒に退部し、宗介と「放課後サッカー同好会」で練習を重ねて部への復帰を目指している。密かにひなこへ想いを寄せているものの、全く告白できず進展していない。
村井 耕介（むらい こうすけ）
声 - 柑木誉
学園2年で宗介たちと同級。県下の強豪であるサッカー部のキャプテン。爽やかで細身の優男だが、努力が認められキャプテンとなった。1年の時に先輩からいじめに遭っており、自分を庇った宗介が退部になったことを気にしている。
西村 香奈（にしむら かな）
理香子の元同級生の幼馴染み。理香子よりも成績は良いが、ひねくれてずる賢い。
桂木 千恵（かつらぎ ちえ）
声 - 杏子御津
学園1年。サッカー部の新人マネージャー。まだまだ知識が少なく、マネージャーの仕事を頑張ってはいるが空回りしてしまうことが多い。
須山 流人（すやま ながと）
声 - 山多悠
私立谷川学園サッカー部のキャプテン。イケメンのチャラ男。以前の学校で翠と共にサッカー部だった。
篠岡 ねね（しのおか ねね）
声 - 木口亜美
美沙の兄の娘。礼儀正しく聞き分けのいい子。

## スタッフ
- 企画 - 紺野アスタ
- キャラクターデザイン・原画 - 兼清みわ（理香子・美沙）、カントク（翠・ひなこ）[3][5]
- シナリオ - 紺野アスタ、皆本あいる
- BGM - ANZE HIJIRI（Peak A Soul+）
- 効果音 - クラッシャー（ロックンバナナ）
- ディレクター - 佐倉直人
- プロデューサー - 大隅建一
- 制作 - CUFFS
- 製作・著作 - CUBE

## 主題歌
主題歌「Platonic syndrome」
作曲・編曲 - ANZE HIJIRI / 歌 - Duca
エンディングテーマ「Love letter」
作曲・編曲 - ANZE HIJIRI / 歌 - Duca
- 初回版特典のマキシシングルCD『Rain of Summer』に、両曲のフルバージョンとインストゥルメンタルを収録。

## 関連商品・コンテンツ

### 書籍
夏ノ雨 ビジュアルファンブック
2010年2月26日発売 / 監修：佐倉直人、ヨースケ、皆本あいる / 制作：CUFFS / 発行：CUBE
宣材イラスト、ヒロインイベントCG、サブキャラクターCG、背景画、各イラストの線画・ラフスケッチを収録。

### WEBドラマ
ねねのはじめてのおつかい 〜美沙ちゃんをたずねて三千里？〜
公式サイトで配信されているボイスドラマ。全5話。
1. なかよしリカちゃん
2. ゆかいなドーナツ屋
3. 胸の大好きな水泳部長さん
4. この校舎のどこかに
5. とうとう美沙ちゃんに